# Tore Eriksson
Tore Lars-Erik Eriksson (* 7. August 1937 in Transtrand; † 17. Februar 2017 ebenda) war ein schwedischer Biathlet.
Eriksson gewann eine Bronzemedaille mit der 4 × 7,5-km-Biathlonstaffel bei den Olympischen Winterspielen 1968 in Grenoble.
Bei den Biathlon-Weltmeisterschaften 1966 und den Biathlon-Weltmeisterschaften 1967 gewann er jeweils eine weitere Bronzemedaille mit der 4 × 7,5-km-Staffel.